# Plankogel (Grazer Bergland)
Der Plankogel ist ein 1531 m ü. A. hoher Berg im Grazer Bergland im österreichischen Bundesland Steiermark. Vom ausgehenden 18. Jahrhundert bis in den Zweiten Weltkrieg wurden am Plankogel immer wieder Eisenerze abgebaut. Der Berg befindet sich im Bereich der Sommeralm und ist vor allem als Standort der ersten Windkraftanlage der Steiermark bekannt.

## Lage und Umgebung
Der Plankogel erhebt sich im östlichen Teil des weitläufigen Almgebiets Teichalm-Sommeralm und im Norden der Gemeinde Sankt Kathrein am Offenegg. Der großräumig waldfreie Gipfelbereich liegt unweit der Sommeralmstraße (L355) und wird dementsprechend häufig besucht. Nach Westen verläuft der teilweise bewaldete Kamm weiter zu Heulantsch (1471 m) und Hochlantsch, nach Osten zu Streberkogel (1447 m), Offner Berg (1293 m) und Königskogel (1225 m). Ein unmittelbarer östlicher Nebengipfel ist der Steinkogel (Stoakogl), von dem die bekannte volkstümliche Musikgruppe Die Stoakogler ihren Namen ableitet. Die nächstgelegene Ortschaft ist Gasen in einem Graben drei Kilometer nördlich des Plankogels. Gipfel und Umgebung sind Teil des Naturparks Almenland.

## Geologie und Bergbau
Der Plankogel gehört zum Grazer Paläozoikum und ist größtenteils aus Schiefern wie dem Passailer Phyllit aufgebaut. Diese Gesteine entstanden im Unterdevon als marine Sedimente, während unterseeische Vulkanausbrüche zur Ablagerung von Diabasen sowie Tuffen und Tuffiten führten. Durch die neuen physikochemischen Bedingungen gelangten außerdem metallhaltige (hydrothermale) Lösungen auf den Meeresboden, einzelne Metalle wurden ausgefällt. Im Laufe der Jahrmillionen konsolidierte sich der dadurch entstandene Erzschlamm zu Magnetitlagerstätten.
Eine dieser Lagerstätten befindet sich im Bodenwald etwa 700 Meter nordnordöstlich des Plankogel-Gipfels in einer komplizierten Schuppenzone aus Arzberger Schichten. Abgebaut wurden dort sowohl ein hangendes als auch ein liegendes Magnetitlager, die schichtparallel im grauen bis graubraunen Dolomitphyllit bzw. im marmordurchzogenen Karbonatphyllit eingelagert sind. Die Mächtigkeit der Magnetitvererzung betrug im fast vollständig abgebauten Hangendlager zwischen 30 und 50 Zentimeter mit lokaler Anschwellung bis zwei Meter. Neben den hauptsächlich auftretenden Magnetit und Hämatit wurden die Mineralien Pyrit, Kupferkies und Siderit sowie westlich der Lagerstätte Zinnober festgestellt. Das Hauwerk wies durchschnittliche Eisengehalte von 30 bis 35 Prozent auf und enthielt weiters Siliciumdioxid, Schwefel und Spuren von Phosphor und Mangan.
Im Jahr 1790 erteilte das Berggericht Vordernberg einem gewissen Weichard Konrad Graf von Trautmannsdorf die Erlaubnis, einen Schmelzofen in Birkfeld zu betreiben, womit auch der Erzbergbau am Plankogel einsetzte. Neben dem heute verfallenen Barbarastollen wurden ein Grubenhaus, ein Pulverturm und ein Glockenturm errichtet, zum Abtransport des Hauwerks eigene Wege angelegt. Die Erze erwiesen sich als zur Verschmelzung nicht besonders gut geeignet und wurden 1810 als „derb angewachsen, mit ihrem thon- und kieselartigem Gesteine innigst verwebt“ beschrieben. Nachdem das Bergwerk mehrmals den Besitzer gewechselt hatte, wurde der Hochofen 1822 aus wirtschaftlichen Gründen stillgelegt. 1842 wurde erneut nach Eisenerzen geschürft, mehrere Stollen gewältigt und in den folgenden Jahren im „Eisenstein Bergbau am Plankogel nächst der Teichalpe“ Erze abgebaut und zur Verschmelzung nach Breitenau geliefert. Nach weiteren aktiven und inaktiven Phasen wurden 1940 letztmals geringe Erzmengen tagbaumäßig gewonnen und zur Probeverhüttung nach Essen geschickt. 1956 wurden alle weiteren Pläne endgültig verworfen, nachdem kein Pachtvertrag für das Bergwerk zustande kam.
Ein vermuteter Zusammenhang mit einer südlich am Bründlkogel gelegenen, kurzzeitig genutzten, Erzlagerstätte konnte nie bewiesen werden.

## Flora und Vegetation

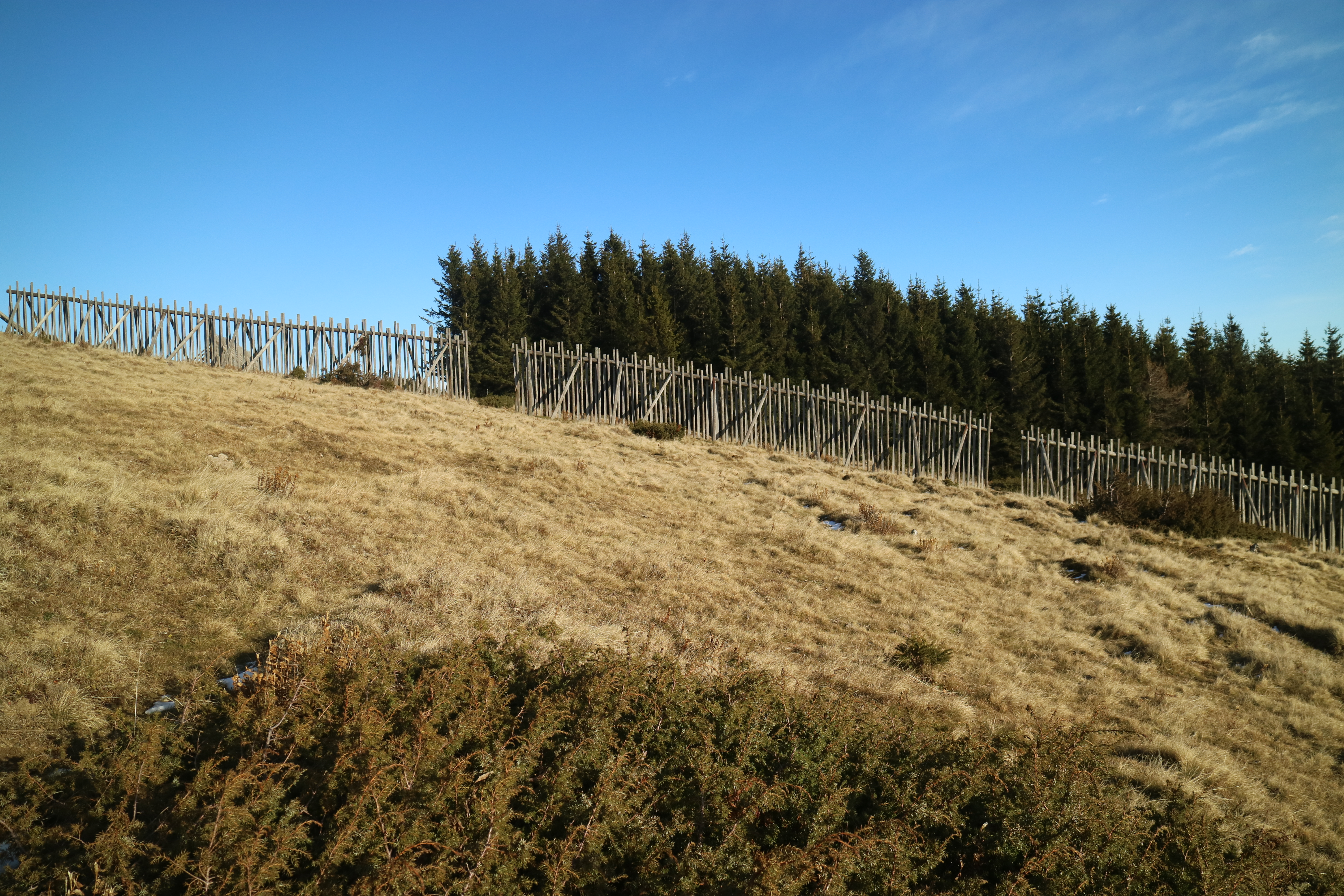
Gipfelflur mit Wacholder und pseudoalpinen Magerrasen

Der Gipfelbereich des Plankogels, laut Arthur Winkler-Hermaden wie Gleinalmspeik, Rennfeld, Hochlantsch oder Schöckl ein hochliegender Flächenrest des Sarmatium, präsentiert sich trotz geringer Seehöhe größtenteils waldfrei. Zur Schaffung von Weideflächen wurde die obere Waldgrenze nach unten verlegt, darunter besteht ein Nadelmischwald mit vereinzelten Grünerlenstreifen. Die Verflachungen unterhalb des Gipfels sind von kleinstrukturierten Buckelwiesen geprägt. Die ungefähr isohypsenparallel gestreckten Buckel sind von humos-lehmiger Beschaffenheit, kaum steinig und weisen einen differenzierten Bewuchs auf. Auf den Stirnseiten gedeihen nur einigermaßen wind- und trockenresistente Zwergsträucher wie Besenheide, Heidel- und Preiselbeere, niedrige Rosettenstauden wie Alpen-Brandlattich, Katzenpfötchen und Mausohr-Habichtskraut, starrblättrige Moose wie das Alpen-Widertonmoos und verschiedene Strauchflechten der Gattungen Cadonia und Cetraria. Gelegentlich tritt der Schwalbenwurz-Enzian in Erscheinung. Die dellenförmigen Vertiefungen zwischen den Buckeln beherbergen Arten mit höheren Ansprüchen an die Wasserversorgung, darunter Scharfer Hahnenfuß, Gold-Fingerkraut, Blutwurz, Große Händelwurz und Pyramiden-Günsel.
Auf den steileren Hängen gehen die Buckelwiesen in pseudoalpine Rasen über. Es überwiegen Bürstling- und Rot-Schwingel-Magerwiesen in einheitlicher Artenzusammensetzung. Aufgrund scharfen Nordwestwindes kommt es im Winter auch an Süd- und Südosthängen zu einer erheblichen Schneelast für die Pflanzen. Damit verbunden ist die Austrocknung der Bodenkrume und verstärkt einsetzende Erosion. Diese führt vielerorts zu freigelegten Felsflächen, auf denen sich die alpinen Rasenfragmente etablieren. Die bestandsbildenden Ruchgräser und Zartes Straußgras sowie die häufig auftretenden Heidelbeere und Weißliche Hainsimse weisen auf den ehemaligen Waldboden hin. Am Osthang, wo vereinzelt Plattenkalke zu Tage treten, wurzelt anstelle des Borstgrases das Alpenmaßliebchen.

## Windkraft

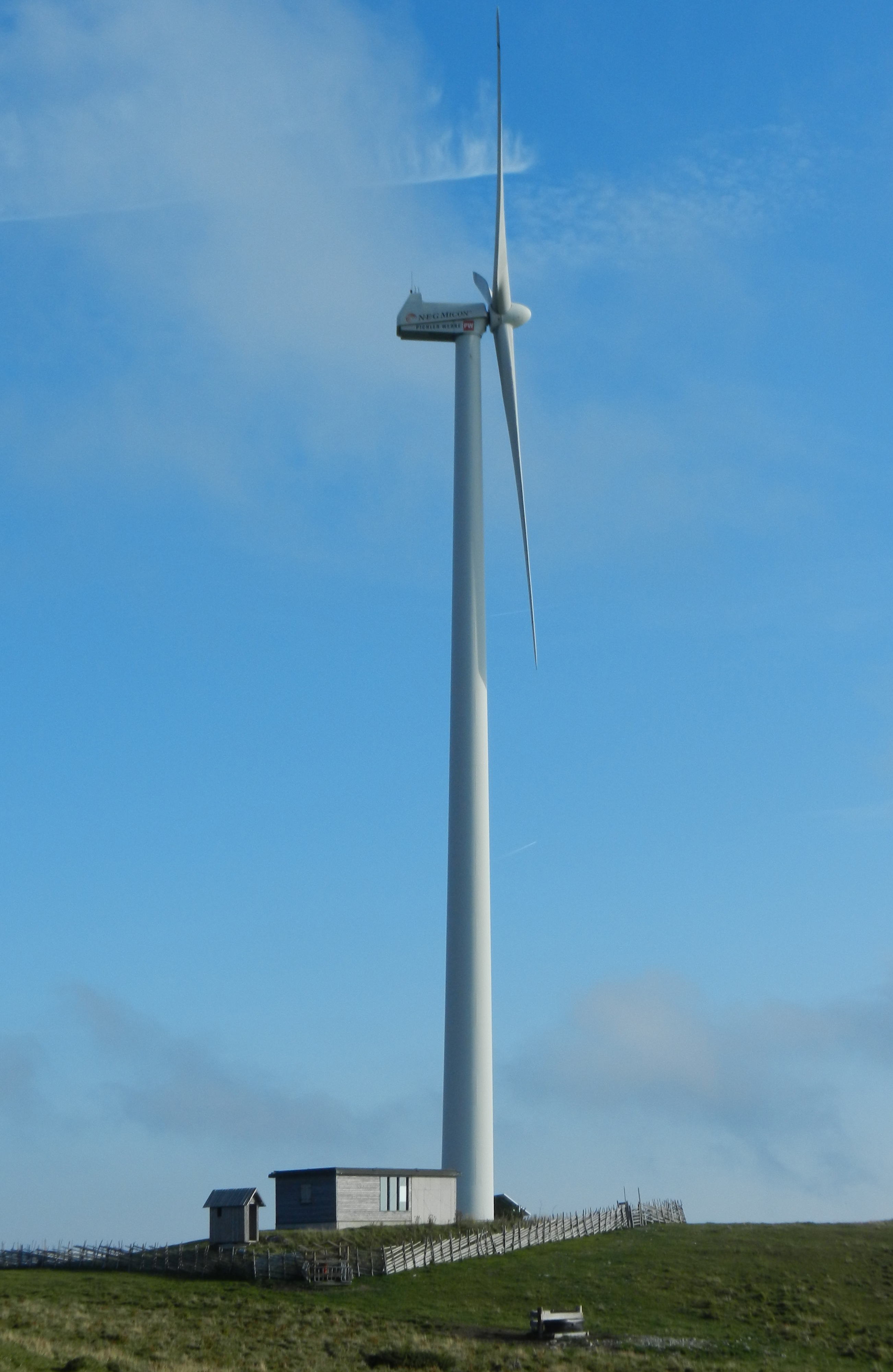
Windkraftanlage (2012)

Am Südhang des Plankogels wurde 1999 im Pilotversuch der Energie Steiermark die erste Windkraftanlage des Bundeslandes in Betrieb genommen. Die Anlage vom Typ M 1500 des dänischen Herstellers Micon maß vom Boden bis zur Nabe 60 Meter. Der Rotor mit einem Durchmesser von 48 Metern schaffte bei einer Spitzengeschwindigkeit von 60 km/h 22 Umdrehungen pro Minute. Mit einer Nennleistung von 750 Kilowatt und einer Jahreserzeugung von 1,5 Millionen Kilowattstunden konnten 450 Haushalte in der näheren Umgebung mit Strom versorgt werden. Nach zwei Blitzeinschlägen stellte die ARGE Almwind im Herbst 2016 den Betrieb ein.
Als Teil eines Plans zum steiermarkweiten Ausbau der Windkraft wurde 2017 der Bau einer neuen Windkraftanlage beschlossen. Im ersten Halbjahr 2020 wurde die alte Anlage vollständig abgebaut. Der Spatenstich für das neue Windrad erfolgte an leicht verändertem Standort am 8. Juli desselben Jahres, Fertigstellung und Inbetriebnahme sind für das Jahr 2021 geplant. Das neue Objekt soll eine Gesamthöhe von 180 Metern erreichen und bei einer Nennleistung von 3,6 Megawatt eine Jahreserzeugungsmenge von 10 Millionen Kilowattstunden liefern. Damit können 3000 Haushalte in der Region versorgt und jährlich 6000 Tonen Kohlendioxid eingespart werden. Thomas Derler, Bürgermeister der Gemeinde Sankt Kathrein am Offenegg äußerte sich anlässlich des Spatenstichs: „Mit der Anlage auf dem Plankogel setzt die Region Almenland bewußt (sic!) ein klares Bekenntnis in Sachen Nachhaltigkeit und grüne, regionale Energieversorgung. Das gehört zu unserem Grundverständnis einfach dazu.“
Der Windkraftstandort am Plankogel ist unter der Bezeichnung Almwind, Sommeralm Teil der ersten Energie-Schaustraße Europas.

## Modellflug
Für den Segelmodellflug bietet der Plankogel attraktive Bedingungen für Aufwind an windigen Tagen zu allen Jahreszeiten als auch die Chance auf Thermikbildung an windfreien Sommertagen. Seit Jahrzehnten ist der Plankogel daher ein Eldorado für Enthusiasten des Segelmodellfluges und auch Austragungsort von Wettbewerben.

## Aufstieg

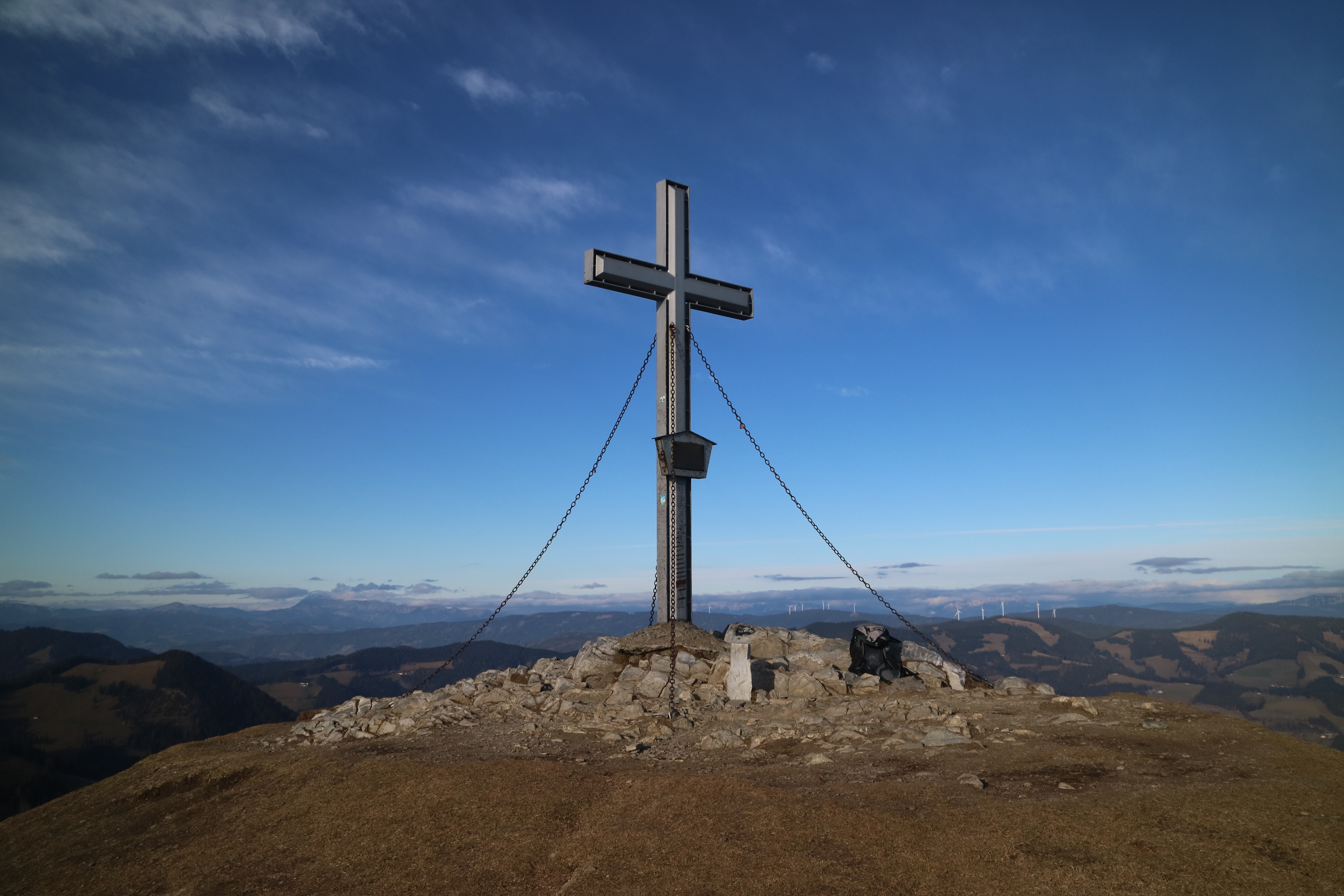
Gipfelkreuz auf dem Plankogel

Der Plankogel ist von mehreren Seiten aus auf markierten Wanderwegen erreichbar. Die einfachsten Aufstiege erfolgen in etwa 20 Minuten vom Parkplatz nahe der Windkraftanlage (rund 1415 m) oder in 25 Minuten von der ebenfalls an der Sommeralmstraße gelegenen Stoakoglhütte (1370 m). Weitere mögliche Ausgangspunkte sind Brandlucken, Granitz im Weiztal, Hohenau an der Raab, Gasen, Straßegg und die Teichalm. Die Gehzeiten liegen zwischen eindreiviertel (Brandlucken) und drei Stunden (Hohenau). Aus dem Passailer Becken kommend, verläuft in der Nähe des Gipfels die steirische Variante des Mariazeller Weges.
Vom Gipfel des Plankogels bietet sich ein umfassendes Panorama. Der Blick reicht im Süden über das Passailer Becken zu Weizklamm, Schöckl und Hochtrötsch und im Westen zu den nahegelegenen höchsten Erhebungen des Grazer Berglandes, Osser und Hochlantsch. Von Südwesten bis Nordosten lassen sich weite Teile des Steirischen Randgebirges, darunter Koralpe, Gleinalpe und Fischbacher Alpen, überblicken. Am obersteirischen Horizont zeigen sich Eisenerzer Alpen, Hochschwabgruppe, Veitsch, Schneealpe und Rax.